# Asterope kaffana
Asterope kaffana är en fjärilsart som beskrevs av Rothschild och Jordan 1903. Asterope kaffana ingår i släktet Asterope och familjen praktfjärilar. Inga underarter finns listade i Catalogue of Life.